# Mignovillard
Mignovillard és un municipi francès situat al departament del Jura i a la regió de Borgonya - Franc Comtat. L'any 2007 tenia 629 habitants.

## Demografia

### Població
El 2007 la població de fet de Mignovillard era de 629 persones. Hi havia 260 famílies de les quals 86 eren unipersonals (43 homes vivint sols i 43 dones vivint soles), 71 parelles sense fills, 83 parelles amb fills i 20 famílies monoparentals amb fills.
La població ha evolucionat segons el següent gràfic:
Habitants censats

### Habitatges
El 2007 hi havia 364 habitatges, 275 eren l'habitatge principal de la família, 61 eren segones residències i 28 estaven desocupats. 298 eren cases i 65 eren apartaments. Dels 275 habitatges principals, 197 estaven ocupats pels seus propietaris, 69 estaven llogats i ocupats pels llogaters i 9 estaven cedits a títol gratuït; 4 tenien una cambra, 14 en tenien dues, 41 en tenien tres, 61 en tenien quatre i 155 en tenien cinc o més. 235 habitatges disposaven pel capbaix d'una plaça de pàrquing. A 135 habitatges hi havia un automòbil i a 103 n'hi havia dos o més.

### Piràmide de població
La piràmide de població per edats i sexe el 2009 era:
| Homes | Edats   | Dones |
| ----- | ------- | ----- |
| 0     | 95 o +  | 0     |
| 0     | 90 a 94 | 8     |
| 0     | 85 a 89 | 8     |
| 0     | 80 a 84 | 4     |
| 20    | 75 a 79 | 12    |
| 12    | 70 a 74 | 20    |
| 12    | 65 a 69 | 48    |
| 8     | 60 a 64 | 12    |
| 20    | 55 a 59 | 20    |
| 40    | 50 a 54 | 28    |
| 16    | 45 a 49 | 12    |
| 20    | 40 a 44 | 12    |
| 32    | 35 a 39 | 28    |
| 32    | 30 a 34 | 20    |
| 8     | 25 a 29 | 12    |
| 12    | 20 a 24 | 16    |
| 24    | 15 a 19 | 8     |
| 28    | 10 a 14 | 8     |
| 32    | 5 a 9   | 24    |
| 16    | 0 a 4   | 8     |

## Economia
El 2007 la població en edat de treballar era de 388 persones, 312 eren actives i 76 eren inactives. De les 312 persones actives 301 estaven ocupades (171 homes i 130 dones) i 11 estaven aturades (4 homes i 7 dones). De les 76 persones inactives 32 estaven jubilades, 21 estaven estudiant i 23 estaven classificades com a «altres inactius».

### Ingressos
El 2009 a Mignovillard hi havia 277 unitats fiscals que integraven 687 persones, la mediana anual d'ingressos fiscals per persona era de 17.264 €.

### Activitats econòmiques
Dels 36 establiments que hi havia el 2007, 8 eren d'empreses alimentàries, 4 d'empreses de fabricació d'altres productes industrials, 5 d'empreses de construcció, 6 d'empreses de comerç i reparació d'automòbils, 1 d'una empresa de transport, 1 d'una empresa d'hostatgeria i restauració, 2 d'empreses financeres, 3 d'empreses immobiliàries, 1 d'una empresa de serveis, 3 d'entitats de l'administració pública i 2 d'empreses classificades com a «altres activitats de serveis».
Dels 10 establiments de servei als particulars que hi havia el 2009, 1 era una oficina bancària, 2 tallers de reparació d'automòbils i de material agrícola, 2 paletes, 1 fusteria, 1 electricista, 1 perruqueria, 1 restaurant i 1 agència immobiliària.
Dels 5 establiments comercials que hi havia el 2009, 1 era una botiga de més de 120 m² i 4 fleques.
L'any 2000 a Mignovillard hi havia 30 explotacions agrícoles que ocupaven un total de 1.656 hectàrees.

## Equipaments sanitaris i escolars
El 2009 hi havia una escola elemental.

## Poblacions més properes
El següent diagrama mostra les poblacions més properes.